# Vuelta a Asturias 2022
La 64.ª edición de la Vuelta a Asturias (nombre oficial: Vuelta Asturias Julio Álvarez Mendo) fue una carrera de ciclismo en ruta por etapas que se celebró entre el 29 de abril y el 1 de mayo de 2022 en España con inicio y final en la ciudad de Oviedo sobre un recorrido de 491,4 kilómetros.
La carrera formó parte del UCI Europe Tour 2022, calendario ciclístico de los Circuitos Continentales UCI, dentro de la categoría 2.1 y fue ganada por el colombiano Iván Ramiro Sosa del Movistar. Completaron el podio, como segundo y tercer clasificado respectivamente, el italiano Lorenzo Fortunato del EOLO-KOMETA y el francés Nicolas Edet del Arkéa Samsic.

## Equipos participantes
Tomaron parte en la carrera 15 equipos: 2 de categoría UCI WorldTeam invitado por la organización, 7 de categoría UCI ProTeam y 6 de categoría Continental. Formaron así un pelotón de 100 ciclistas de los que acabaron 85. Los equipos participantes fueron:
| WorldTeams (2)- Movistar Team - BikeExchange-Jayco ProTeams (7)- Arkéa-Samsic - Burgos-BH - Caja Rural-Seguros RGA - Eolo-Kometa - Euskaltel-Euskadi - Equipo Kern Pharma - TotalEnergies Equipos continentales (6)- Aviludo-Louletano-Loulé Concelho - BAI-Sicasal-Petro de Luanda - Efapel Cycling - Electro Hiper Europa-Caldas - Java Kiwi Atlántico - Manuela Fundación Continental |
| |

## Recorrido
La Vuelta a Asturias dispuso de tres etapas para un recorrido total de 491,4 kilómetros, donde emerge como un reto de gran dificultad por su variado trazado.
| Etapa     | Fecha     | Recorrido                  | type                   | Distancia (km) | Desnivel (m) | Ganador          | Líder            |
| --------- | --------- | -------------------------- | ---------------------- | -------------- | ------------ | ---------------- | ---------------- |
| 1.ª etapa | 29 de abr | Oviedo – Pola de Lena      | etapa de media montaña | 168,9          | 2916 m       | Simon Yates      | Simon Yates      |
| 2.ª etapa | 30 de abr | Candás – Cangas del Narcea | etapa de montaña       | 202            | 4265 m       | Iván Ramiro Sosa | Iván Ramiro Sosa |
| 3.ª etapa | 1 de may  | Cangas del Narcea – Oviedo | etapa escarpada        | 120,5          | 1688 m       | Simon Yates      | Iván Ramiro Sosa |

## Desarrollo de la carrera

### 1.ª etapa
| Oviedo - Pola de Lena | etapa de media montaña | (168,9 km) |

| \| Clasificación de la etapa \| Clasificación de la etapa \| Clasificación de la etapa \| Clasificación de la etapa \| Clasificación de la etapa \| \| Ciclista \| Ciclista \| Equipo \| Tiempo \| \| \| ------------------------- \| ------------------------- \| ------------------------- \| ------------------------- \| ------------------------- \| \| 1.º \| Simon Yates \| BikeExchange-Jayco \| 4 h 26 min 44 s \| \| \| 2.º \| Vincenzo Albanese \| Eolo-Kometa \| + 14 s \| \| \| 3.º \| Alexis Vuillermoz \| TotalEnergies \| + 14 s \| \| \| 4.º \| Jonathan Lastra \| Caja Rural-Seguros RGA \| + 14 s \| \| \| 5.º \| Lorenzo Fortunato \| Eolo-Kometa \| + 14 s \| \| \| 6.º \| Nicolas Edet \| Arkéa-Samsic \| + 14 s \| \| \| 7.º \| Damien Howson \| BikeExchange-Jayco \| + 14 s \| \| \| 8.º \| Iván Ramiro Sosa \| Movistar Team \| + 14 s \| \| \| 9.º \| Joaquim Silva \| Efapel Cycling \| + 14 s \| \| \| 10.º \| Mikel Bizkarra \| Euskaltel-Euskadi \| + 14 s \| \| |                   |                        |                 |
| |                   |                        |                 |
| |                   |                        |                 |
| Clasificación de la etapa |                   |                        |                 |
| Ciclista | Ciclista          | Equipo                 | Tiempo          |
| 1.º | Simon Yates       | BikeExchange-Jayco     | 4 h 26 min 44 s |
| 2.º | Vincenzo Albanese | Eolo-Kometa            | + 14 s          |
| 3.º | Alexis Vuillermoz | TotalEnergies          | + 14 s          |
| 4.º | Jonathan Lastra   | Caja Rural-Seguros RGA | + 14 s          |
| 5.º | Lorenzo Fortunato | Eolo-Kometa            | + 14 s          |
| 6.º | Nicolas Edet      | Arkéa-Samsic           | + 14 s          |
| 7.º | Damien Howson     | BikeExchange-Jayco     | + 14 s          |
| 8.º | Iván Ramiro Sosa  | Movistar Team          | + 14 s          |
| 9.º | Joaquim Silva     | Efapel Cycling         | + 14 s          |
| 10.º | Mikel Bizkarra    | Euskaltel-Euskadi      | + 14 s          |

| \| Clasificación general \| Clasificación general \| Clasificación general \| Clasificación general \| Clasificación general \| \| Ciclista \| Ciclista \| Equipo \| Tiempo \| \| \| --------------------- \| --------------------- \| ---------------------- \| --------------------- \| --------------------- \| \| 1.º \| Simon Yates \| BikeExchange-Jayco \| 4 h 26 min 34 s \| \| \| 2.º \| Vincenzo Albanese \| Eolo-Kometa \| + 18 s \| \| \| 3.º \| Alexis Vuillermoz \| TotalEnergies \| + 20 s \| \| \| 4.º \| Jonathan Lastra \| Caja Rural-Seguros RGA \| + 24 s \| \| \| 5.º \| Lorenzo Fortunato \| Eolo-Kometa \| + 24 s \| \| \| 6.º \| Nicolas Edet \| Arkéa-Samsic \| + 24 s \| \| \| 7.º \| Damien Howson \| BikeExchange-Jayco \| + 24 s \| \| \| 8.º \| Iván Ramiro Sosa \| Movistar Team \| + 24 s \| \| \| 9.º \| Joaquim Silva \| Efapel Cycling \| + 24 s \| \| \| 10.º \| Mikel Bizkarra \| Euskaltel-Euskadi \| + 24 s \| \| |                   |                        |                 |
| |                   |                        |                 |
| |                   |                        |                 |
| Clasificación general |                   |                        |                 |
| Ciclista | Ciclista          | Equipo                 | Tiempo          |
| 1.º | Simon Yates       | BikeExchange-Jayco     | 4 h 26 min 34 s |
| 2.º | Vincenzo Albanese | Eolo-Kometa            | + 18 s          |
| 3.º | Alexis Vuillermoz | TotalEnergies          | + 20 s          |
| 4.º | Jonathan Lastra   | Caja Rural-Seguros RGA | + 24 s          |
| 5.º | Lorenzo Fortunato | Eolo-Kometa            | + 24 s          |
| 6.º | Nicolas Edet      | Arkéa-Samsic           | + 24 s          |
| 7.º | Damien Howson     | BikeExchange-Jayco     | + 24 s          |
| 8.º | Iván Ramiro Sosa  | Movistar Team          | + 24 s          |
| 9.º | Joaquim Silva     | Efapel Cycling         | + 24 s          |
| 10.º | Mikel Bizkarra    | Euskaltel-Euskadi      | + 24 s          |

### 2.ª etapa
| Candás - Cangas del Narcea | etapa de montaña | (202 km) |

| \| Clasificación de la etapa \| Clasificación de la etapa \| Clasificación de la etapa \| Clasificación de la etapa \| Clasificación de la etapa \| \| Ciclista \| Ciclista \| Equipo \| Tiempo \| \| \| ------------------------- \| ------------------------- \| ------------------------- \| ------------------------- \| ------------------------- \| \| 1.º \| Iván Ramiro Sosa \| Movistar Team \| 5 h 12 min 39 s \| \| \| 2.º \| Lorenzo Fortunato \| Eolo-Kometa \| + 11 s \| \| \| 3.º \| Igor Arrieta \| Equipo Kern Pharma \| + 12 s \| \| \| 4.º \| Antonio Pedrero \| Movistar Team \| + 34 s \| \| \| 5.º \| Nicolas Edet \| Arkéa-Samsic \| + 34 s \| \| \| 6.º \| Mikel Bizkarra \| Euskaltel-Euskadi \| + 34 s \| \| \| 7.º \| Cristián Rodríguez \| TotalEnergies \| + 1 min 08 s \| \| \| 8.º \| Gotzon Martín \| Euskaltel-Euskadi \| + 1 min 19 s \| \| \| 9.º \| Sergio Samitier \| Movistar Team \| + 1 min 19 s \| \| \| 10.º \| Kévin Vauquelin \| Arkéa-Samsic \| + 2 min 03 s \| \| |                    |                    |                 |
| |                    |                    |                 |
| |                    |                    |                 |
| Clasificación de la etapa |                    |                    |                 |
| Ciclista | Ciclista           | Equipo             | Tiempo          |
| 1.º | Iván Ramiro Sosa   | Movistar Team      | 5 h 12 min 39 s |
| 2.º | Lorenzo Fortunato  | Eolo-Kometa        | + 11 s          |
| 3.º | Igor Arrieta       | Equipo Kern Pharma | + 12 s          |
| 4.º | Antonio Pedrero    | Movistar Team      | + 34 s          |
| 5.º | Nicolas Edet       | Arkéa-Samsic       | + 34 s          |
| 6.º | Mikel Bizkarra     | Euskaltel-Euskadi  | + 34 s          |
| 7.º | Cristián Rodríguez | TotalEnergies      | + 1 min 08 s    |
| 8.º | Gotzon Martín      | Euskaltel-Euskadi  | + 1 min 19 s    |
| 9.º | Sergio Samitier    | Movistar Team      | + 1 min 19 s    |
| 10.º | Kévin Vauquelin    | Arkéa-Samsic       | + 2 min 03 s    |

| \| Clasificación general \| Clasificación general \| Clasificación general \| Clasificación general \| Clasificación general \| \| Ciclista \| Ciclista \| Equipo \| Tiempo \| \| \| --------------------- \| --------------------- \| --------------------- \| --------------------- \| --------------------- \| \| 1.º \| Iván Ramiro Sosa \| Movistar Team \| 10 h 29 min 27 s \| \| \| 2.º \| Lorenzo Fortunato \| Eolo-Kometa \| + 15 s \| \| \| 3.º \| Nicolas Edet \| Arkéa-Samsic \| + 44 s \| \| \| 4.º \| Mikel Bizkarra \| Euskaltel-Euskadi \| + 44 s \| \| \| 5.º \| Antonio Pedrero \| Movistar Team \| + 48 s \| \| \| 6.º \| Igor Arrieta \| Equipo Kern Pharma \| + 56 s \| \| \| 7.º \| Cristián Rodríguez \| TotalEnergies \| + 1 min 18 s \| \| \| 8.º \| Gotzon Martín \| Euskaltel-Euskadi \| + 1 min 48 s \| \| \| 9.º \| Kévin Vauquelin \| Arkéa-Samsic \| + 2 min 32 s \| \| \| 10.º \| Joaquim Silva \| Efapel Cycling \| + 2 min 32 s \| \| |                    |                    |                  |
| |                    |                    |                  |
| |                    |                    |                  |
| Clasificación general |                    |                    |                  |
| Ciclista | Ciclista           | Equipo             | Tiempo           |
| 1.º | Iván Ramiro Sosa   | Movistar Team      | 10 h 29 min 27 s |
| 2.º | Lorenzo Fortunato  | Eolo-Kometa        | + 15 s           |
| 3.º | Nicolas Edet       | Arkéa-Samsic       | + 44 s           |
| 4.º | Mikel Bizkarra     | Euskaltel-Euskadi  | + 44 s           |
| 5.º | Antonio Pedrero    | Movistar Team      | + 48 s           |
| 6.º | Igor Arrieta       | Equipo Kern Pharma | + 56 s           |
| 7.º | Cristián Rodríguez | TotalEnergies      | + 1 min 18 s     |
| 8.º | Gotzon Martín      | Euskaltel-Euskadi  | + 1 min 48 s     |
| 9.º | Kévin Vauquelin    | Arkéa-Samsic       | + 2 min 32 s     |
| 10.º | Joaquim Silva      | Efapel Cycling     | + 2 min 32 s     |

### 3.ª etapa
| Cangas del Narcea - Oviedo | etapa escarpada | (120,5 km) |

| \| Clasificación de la etapa \| Clasificación de la etapa \| Clasificación de la etapa \| Clasificación de la etapa \| Clasificación de la etapa \| \| Ciclista \| Ciclista \| Equipo \| Tiempo \| \| \| ------------------------- \| ------------------------- \| ------------------------- \| ------------------------- \| ------------------------- \| \| 1.º \| Simon Yates \| BikeExchange-Jayco \| 2 h 47 min 08 s \| \| \| 2.º \| Vincenzo Albanese \| Eolo-Kometa \| + 37 s \| \| \| 3.º \| Kévin Vauquelin \| Arkéa-Samsic \| + 37 s \| \| \| 4.º \| Alexis Vuillermoz \| TotalEnergies \| + 37 s \| \| \| 5.º \| Alessandro Verre \| Arkéa-Samsic \| + 37 s \| \| \| 6.º \| Pelayo Sánchez \| Burgos-BH \| + 37 s \| \| \| 7.º \| Callum Scotson \| BikeExchange-Jayco \| + 37 s \| \| \| 8.º \| Antonio Pedrero \| Movistar Team \| + 37 s \| \| \| 9.º \| Jonathan Lastra \| Caja Rural-Seguros RGA \| + 37 s \| \| \| 10.º \| Lorenzo Fortunato \| Eolo-Kometa \| + 37 s \| \| |                   |                        |                 |
| |                   |                        |                 |
| |                   |                        |                 |
| Clasificación de la etapa |                   |                        |                 |
| Ciclista | Ciclista          | Equipo                 | Tiempo          |
| 1.º | Simon Yates       | BikeExchange-Jayco     | 2 h 47 min 08 s |
| 2.º | Vincenzo Albanese | Eolo-Kometa            | + 37 s          |
| 3.º | Kévin Vauquelin   | Arkéa-Samsic           | + 37 s          |
| 4.º | Alexis Vuillermoz | TotalEnergies          | + 37 s          |
| 5.º | Alessandro Verre  | Arkéa-Samsic           | + 37 s          |
| 6.º | Pelayo Sánchez    | Burgos-BH              | + 37 s          |
| 7.º | Callum Scotson    | BikeExchange-Jayco     | + 37 s          |
| 8.º | Antonio Pedrero   | Movistar Team          | + 37 s          |
| 9.º | Jonathan Lastra   | Caja Rural-Seguros RGA | + 37 s          |
| 10.º | Lorenzo Fortunato | Eolo-Kometa            | + 37 s          |

## Clasificaciones finales
- Las clasificaciones finalizaron de la siguiente forma:[4]

### Clasificación general
| \| Clasificación general \| Clasificación general \| Clasificación general \| Clasificación general \| Clasificación general \| \| Ciclista \| Ciclista \| Equipo \| Tiempo \| \| \| --------------------- \| --------------------- \| --------------------- \| --------------------- \| --------------------- \| \| 1.º \| Iván Ramiro Sosa \| Movistar Team \| 12 h 27 min 12 s \| \| \| 2.º \| Lorenzo Fortunato \| Eolo-Kometa \| + 15 s \| \| \| 3.º \| Nicolas Edet \| Arkéa-Samsic \| + 44 s \| \| \| 4.º \| Mikel Bizkarra \| Euskaltel-Euskadi \| + 44 s \| \| \| 5.º \| Antonio Pedrero \| Movistar Team \| + 48 s \| \| \| 6.º \| Igor Arrieta \| Equipo Kern Pharma \| + 56 s \| \| \| 7.º \| Kévin Vauquelin \| Arkéa-Samsic \| + 2 min 28 s \| \| \| 8.º \| Gotzon Martín \| Euskaltel-Euskadi \| + 2 min 46 s \| \| \| 9.º \| Joaquim Silva \| Efapel Cycling \| + 3 min 04 s \| \| \| 10.º \| Alexis Vuillermoz \| TotalEnergies \| + 3 min 14 s \| \| |                   |                    |                  |
| |                   |                    |                  |
| Fuente: ProCyclingStats |                   |                    |                  |
| Clasificación general |                   |                    |                  |
| Ciclista | Ciclista          | Equipo             | Tiempo           |
| 1.º | Iván Ramiro Sosa  | Movistar Team      | 12 h 27 min 12 s |
| 2.º | Lorenzo Fortunato | Eolo-Kometa        | + 15 s           |
| 3.º | Nicolas Edet      | Arkéa-Samsic       | + 44 s           |
| 4.º | Mikel Bizkarra    | Euskaltel-Euskadi  | + 44 s           |
| 5.º | Antonio Pedrero   | Movistar Team      | + 48 s           |
| 6.º | Igor Arrieta      | Equipo Kern Pharma | + 56 s           |
| 7.º | Kévin Vauquelin   | Arkéa-Samsic       | + 2 min 28 s     |
| 8.º | Gotzon Martín     | Euskaltel-Euskadi  | + 2 min 46 s     |
| 9.º | Joaquim Silva     | Efapel Cycling     | + 3 min 04 s     |
| 10.º | Alexis Vuillermoz | TotalEnergies      | + 3 min 14 s     |

### Clasificación de la montaña
| Clasificación de la montaña | Clasificación de la montaña | Clasificación de la montaña | Clasificación de la montaña | Clasificación de la montaña |
| Ciclista                    | Ciclista                    | Equipo                      | Puntos                      |                             |
| --------------------------- | --------------------------- | --------------------------- | --------------------------- | --------------------------- |
| 1.º                         | Isaac Cantón                | Manuela Fundación           | 13 pts                      |                             |
| 2.º                         | Simon Yates                 | BikeExchange-Jayco          | 11 pts                      |                             |
| 3.º                         | Iván Ramiro Sosa            | Movistar Team               | 10 pts                      |                             |
| 4.º                         | Xavier Cañellas             | Java Kiwi Atlántico         | 10 pts                      |                             |
| 5.º                         | Txomin Juaristi             | Euskaltel-Euskadi           | 9 pts                       |                             |

### Clasificación por puntos
| Clasificación por puntos | Clasificación por puntos | Clasificación por puntos | Clasificación por puntos | Clasificación por puntos |
| Ciclista                 | Ciclista                 | Equipo                   | Puntos                   |                          |
| ------------------------ | ------------------------ | ------------------------ | ------------------------ | ------------------------ |
| 1.º                      | Simon Yates              | BikeExchange-Jayco       | 50 pts                   |                          |
| 2.º                      | Vincenzo Albanese        | Eolo-Kometa              | 40 pts                   |                          |
| 3.º                      | Lorenzo Fortunato        | Eolo-Kometa              | 38 pts                   |                          |
| 4.º                      | Iván Ramiro Sosa         | Movistar Team            | 36 pts                   |                          |
| 5.º                      | Alexis Vuillermoz        | TotalEnergies            | 31 pts                   |                          |

### Clasificación de las metas volantes
| Clasificación de las metas volantes | Clasificación de las metas volantes | Clasificación de las metas volantes | Clasificación de las metas volantes | Clasificación de las metas volantes |
| Ciclista                            | Ciclista                            | Equipo                              | Puntos                              |                                     |
| ----------------------------------- | ----------------------------------- | ----------------------------------- | ----------------------------------- | ----------------------------------- |
| 1.º                                 | Jesús Ezquerra                      | Burgos-BH                           |                                     |                                     |

### Clasificación de los jóvenes
| Clasificación del mejor joven | Clasificación del mejor joven | Clasificación del mejor joven | Clasificación del mejor joven | Clasificación del mejor joven |
| Ciclista                      | Ciclista                      | Equipo                        | Tiempo                        |                               |
| ----------------------------- | ----------------------------- | ----------------------------- | ----------------------------- | ----------------------------- |
| 1.º                           | Igor Arrieta                  | Equipo Kern Pharma            | 12 h 28 min 08 s              |                               |
| 2.º                           | Kévin Vauquelin               | Arkéa-Samsic                  | + 1 min 32 s                  |                               |
| 3.º                           | Unai Iribar                   | Euskaltel-Euskadi             | + 9 min 07 s                  |                               |
| 4.º                           | Alessandro Verre              | Arkéa-Samsic                  | + 11 min 05 s                 |                               |
| 5.º                           | Alan Jousseaume               | TotalEnergies                 | + 13 min 33 s                 |                               |

### Clasificación por equipos
| Clasificación por equipos | Clasificación por equipos | Clasificación por equipos | Clasificación por equipos |
| Equipo                    | Equipo                    | Tiempo                    |                           |
| ------------------------- | ------------------------- | ------------------------- | ------------------------- |
| 1.º                       | Arkéa-Samsic              | 37 h 27 min 43 s          |                           |
| 2.º                       | Movistar Team             | + 2 min 40 s              |                           |
| 3.º                       | TotalEnergies             | + 3 min 50 s              |                           |
| 4.º                       | Euskaltel-Euskadi         | + 4 min 14 s              |                           |
| 5.º                       | Equipo Kern Pharma        | + 20 min 27 s             |                           |

## Evolución de las clasificaciones
| Etapa                   |                         | Ganador _        | Clasificación general | Puntos           | Montaña      | Metas volantes | Jóvenes _       | Equipo             |
| ----------------------- | ----------------------- | ---------------- | --------------------- | ---------------- | ------------ | -------------- | --------------- | ------------------ |
| 1.ª etapa               | etapa de media montaña  | Simon Yates      | Simon Yates           | Simon Yates      | Isaac Cantón | Tomás Contte   | Kévin Vauquelin | BikeExchange-Jayco |
| 2.ª etapa               | etapa de montaña        | Iván Ramiro Sosa | Iván Ramiro Sosa      | Iván Ramiro Sosa | Isaac Cantón | Jesús Ezquerra | Igor Arrieta    | Arkéa-Samsic       |
| 3.ª etapa               | etapa escarpada         | Simon Yates      | Iván Ramiro Sosa      | Simon Yates      | Isaac Cantón | Jesús Ezquerra | Igor Arrieta    | Arkéa-Samsic       |
| Clasificaciones finales | Clasificaciones finales |                  | Iván Ramiro Sosa      | Simon Yates      | Isaac Cantón | Jesús Ezquerra | Igor Arrieta    | Arkéa-Samsic       |

## UCI World Ranking
La Vuelta a Asturias otorgó puntos para el UCI World Ranking para corredores de los equipos en las categorías UCI WorldTeam, UCI ProTeam y Continental. Las siguientes tablas son el baremo de puntuación y los 10 corredores que obtuvieron más puntos:
| Posición              | 1.º | 2.º | 3.º | 4.º | 5.º | 6.º | 7.º | 8.º | 9.º | 10.º | 11.º | 12.º | 13.º-15.º | 16.º-25.º |
| Clasificación general | 125 | 85  | 70  | 60  | 50  | 40  | 35  | 30  | 25  | 20   | 15   | 10   | 5         | 3         |
| Por etapa             | 14  | 5   | 3   |     |     |     |     |     |     |      |      |      |           |           |
| Líder                 | 3   |     |     |     |     |     |     |     |     |      |      |      |           |           |

| Clasificación |                   |                    |         |       |       |       |
| Posición      | Ciclista          | Equipo             | General | Etapa | Líder | Total |
| ------------- | ----------------- | ------------------ | ------- | ----- | ----- | ----- |
| 1.º           | Iván Ramiro Sosa  | Movistar           | 125     | 14    | 3     | 142   |
| 2.º           | Lorenzo Fortunato | EOLO-KOMETA        | 85      | 5     | -     | 90    |
| 3.º           | Nicolas Edet      | Arkéa Samsic       | 70      | -     | -     | 70    |
| 4.º           | Mikel Bizkarra    | Euskaltel-Euskadi  | 60      | -     | -     | 60    |
| 5.º           | Antonio Pedrero   | Movistar           | 50      | -     | -     | 50    |
| 6.º           | Igor Arrieta      | Kern Pharma        | 40      | 3     | -     | 43    |
| 7.º           | Kévin Vauquelin   | Arkéa Samsic       | 35      | 3     | -     | 38    |
| 8.º           | Simon Yates       | BikeExchange-Jayco | 3       | 28    | 3     | 34    |
| 9.º           | Gotzon Martín     | Euskaltel-Euskadi  | 30      | -     | -     | 30    |
| 10.º          | Joaquim Silva     | Efapel Cycling     | 25      | -     | -     | 25    |